# بخش اسپرینگ ولی (شهرستان گرین، اوهایو)
بخش اسپرینگ ولی (به انگلیسی: Spring Valley Township) یک منطقهٔ مسکونی در ایالات متحده آمریکا است که در شهرستان گرین، اوهایو واقع شده‌است.
 بخش اسپرینگ ولی ۸۹٫۶ کیلومتر مربع مساحت و ۲٬۵۸۱ نفر جمعیت دارد و ۲۲۵٫۸۶ متر بالاتر از سطح دریا واقع شده‌است.